# Gran Premi de Bèlgica del 1979
Resultats del Gran Premi de Bèlgica de Fórmula 1 disputat la temporada 1979 al circuit de Zolder el 13 de maig del 1979.

## Resultats
| Pos | No | Pilot                  | Equip                | Voltes | Temps / Retirada | Pos. de sortida | Punts |
| --- | -- | ---------------------- | -------------------- | ------ | ---------------- | --------------- | ----- |
| 1   | 11 | Jody Scheckter         | Ferrari              | 70     | 1h 39' 59. 53    | 7               | 9     |
| 2   | 26 | Jacques Laffite        | Ligier - Ford        | 70     | + 15.36 s        | 1               | 6     |
| 3   | 3  | Didier Pironi          | Tyrrell - Ford       | 70     | + 35.17 s        | 12              | 4     |
| 4   | 2  | Carlos Reutemann       | Lotus - Ford         | 70     | + 46.49 s        | 10              | 3     |
| 5   | 29 | Riccardo Patrese       | Arrows - Ford        | 70     | + 1' 04.31 min.  | 16              | 2     |
| 6   | 7  | John Watson            | McLaren - Ford       | 70     | + 1' 05.85 min.  | 19              | 1     |
| 7   | 12 | Gilles Villeneuve      | Ferrari              | 69     | + 1 Volta        | 6               |       |
| 8   | 9  | Hans Joachim Stuck     | ATS - Ford           | 69     | + 1 Volta        | 20              |       |
| 9   | 14 | Emerson Fittipaldi     | Fittipaldi - Ford    | 68     | + 2 Voltes       | 23              |       |
| 10  | 17 | Jan Lammers            | Shadow - Ford        | 68     | + 2 Voltes       | 21              |       |
| 11  | 4  | Jean Pierre Jarier     | Tyrrell - Ford       | 67     | + 3 Voltes       | 11              |       |
| Ret | 25 | Patrick Depailler      | Ligier - Ford        | 46     | Accident         | 2               |       |
| Ret | 20 | James Hunt             | Wolf - Ford          | 40     | Accident         | 9               |       |
| Ret | 27 | Alan Jones             | Williams - Ford      | 39     | Part elèctrica   | 4               |       |
| Ret | 1  | Mario Andretti         | Lotus - Ford         | 27     | Frens            | 5               |       |
| Ret | 6  | Nelson Piquet          | Brabham - Alfa Romeo | 23     | Motor            | 3               |       |
| Ret | 5  | Niki Lauda             | Brabham - Alfa Romeo | 23     | Motor            | 13              |       |
| Ret | 16 | René Arnoux            | Renault              | 22     | Turbo            | 18              |       |
| Ret | 35 | Bruno Giacomelli       | Alfa Romeo           | 21     | Accident         | 14              |       |
| Ret | 18 | Elio de Angelis        | Shadow - Ford        | 21     | Accident         | 24              |       |
| Ret | 30 | Jochen Mass            | Arrows - Ford        | 17     | Virolla          | 22              |       |
| Ret | 31 | Hector Rebaque         | Lotus - Ford         | 13     | Transmissió      | 15              |       |
| Ret | 15 | Jean Pierre Jabouille  | Renault              | 13     | Turbo            | 17              |       |
| Ret | 28 | Clay Regazzoni         | Williams - Ford      | 1      | Accident         | 8               |       |
| NVQ | 8  | Patrick Tambay         | McLaren - Ford       |        |                  |                 |       |
| NVQ | 24 | Arturo Merzario        | Merzario - Ford      |        |                  |                 |       |
| NVQ | 22 | Derek Daly             | Ensign - Ford        |        |                  |                 |       |
| NVQ | 36 | Gianfranco Brancatelli | Kauhsen - Ford       |        |                  |                 |       |

## Altres
- Pole: Jacques Laffite 1' 21. 13

- Volta ràpida: Gilles Villeneuve 1' 23. 09 (a la volta 63)